# 清真北大寺
清真北大寺，位于中国河北省沧州市市内解放路，为沧州市的一个省级文物保护单位，类型为古建筑，公布时间为1982年7月23日。
清真北大寺的历史年代为明代。